# 1900 en architecture
| Années de l'architecture : 1897 - 1898 - 1899 - 1900 - 1901 - 1902 - 1903    |
| Décennies de l'architecture : 1870 - 1880 - 1890 - 1900 - 1910 - 1920 - 1930 |

Cet article présente les faits marquants de l'année 1900 en architecture.

## Réalisations
- Construction de la gare d'Orsay par Victor Laloux à Paris, le futur musée d'Orsay.
- Construction de l'Oxo Tower (en) à Londres.
- Construction de l'imprimerie Royer par Lucien Weissenburger.
- Extension de la gare de Lyon à Paris exécutée par l'architecte Marius Toudoire. Construction de la façade sur la place Diderot et de la tour de l'horloge.
- Agrandissement de la gare de Paris-Est à Paris. Les voies de chemin de fer ne pénètrent plus dans le hall principal.
- Deglane construit le Grand Palais avec une structure intérieure de fer et de verre et une façade de « style ».
- Antoni Gaudí conçoit le parc Güell, aménagement paysager et urbain sur les flancs du mont Tibidabo, à Barcelone (fin en 1914).
- Début de construction de la cathédrale navale Saint-Nicolas à Liepāja en Lettonie.
- Premier immeuble en béton armé construit pour le siège social de l'entreprise Hennebique, rue Danton à Paris par l'architecte Édouard Arnaud[1].
- Villa Vitale à Rome, sur les plans d'Arturo Pazzi.

## Événements
- 19 juillet : ouverture du métro de Paris. La plupart des bouches d'entrée a été dessinée par Hector Guimard dès 1899.

## Récompenses
- Royal Gold Medal : Rodolfo Amadeo Lanciani.
- Prix de Rome : Paul Bigot.

## Naissances
- 6 février : Paul László († 27 mars 1993).
- 3 novembre : Guillermo Gonzalez Sanchez († 1970).
- 5 avril : Herbert Bayer († 30 septembre 1985).

et aussi
- Nobuko Tsuchiura

## Décès
- 23 mars : Abel Barré, architecte français (° 27 février 1854).
- 16 avril : Dankmar Adler, architecte américain (° 3 juillet 1844).
- 23 octobre : Gaston Gutelle, architecte français (° 29 mai 1853).
- Date précise inconnue :
  - Charles Barry (junior) (en), architecte américain (° 17 octobre 1823).